# Forum Suarium
Het Forum Suarium was in het Oude Rome het forum (marktplein) waar varkens verhandeld werden. Deze markt is bekend van twee bewaard gebleven inscripties van circa 200 n.Chr. en een aantal latere documenten. De markt stond vlak bij de Castra Urbana, de barakken van de Cohortes urbanae op het Marsveld, en werd beheerd door de stadsprefect of een van zijn officieren.